# 賽義德·胡爾希德·艾哈邁德·沙阿
赛义德·胡尔希德·艾哈迈德·沙阿（烏爾都語/旁遮普語: سید خورشید احمد شاہ‬；1952年4月20日—）是一名巴基斯坦政治家和律师，沙拉基人。自2018年8月以来一直是巴基斯坦国民议会成员。此前，他在1990年至2018年5月期间担任国民议会议员。
他于2013年6月至2018年5月担任巴基斯坦国民议会反对党领袖。他是巴基斯坦人民党(巴基斯坦人民党)的领导人，出生在苏库尔，在苏库尔政府伊斯兰科学学院接受教育。
他于1988年作为信德省议会议员开始了他的政治生涯，并曾担任过省内阁成员，担任过各种职务。在1993至2013年间，他曾三次进入联邦内阁。2012年至2013年，他还担任过国会议员。
2019年9月18日，国家问责局(NAB)周三逮捕了人民党高级领导人艾哈迈德·沙阿，涉及他涉嫌入不敷出的资产。
2021年10月21日，巴基斯坦最高法院将他保释出狱。

## 早年生活
艾哈迈德·沙阿生於1952年4月20日。 他在苏库尔政府伊斯兰科学学院完成了学业。他于1974年获得历史学硕士学位，1978年在苏库尔伊斯兰学院获得法学学士学位。 他是一名专业律师和商人。

## 政治生涯
艾哈迈德·沙阿在1988年巴基斯坦大選从巴基斯坦人民党苏库尔选区首次成为信德省议会议员后开始了他的政治生涯， 之后，他成为省内阁成员，担任各种职务。他曾担任教育部长、交通部长、进口部部长、 财政部长和信息部长等。
艾哈迈德·沙阿于1990年巴基斯坦大选期間在苏库尔选区首次当选为巴基斯坦國民議會议员。隨後在1993年巴基斯坦大选第二次当选为国民议会议员。 艾哈迈德·沙阿于1993年进入联邦内阁，并被任命为贝娜齐尔·布托第二部的教育部长。 他在1997年巴基斯坦大选中第三次再次当选为国民议会议员。 隨後在2002年巴基斯坦大选中第四次当选为国民议会议员。
2012年，艾哈迈德·沙阿成为议会任命巴基斯坦首席选举专员委员会主席。 他在2008年巴基斯坦大选中第五次再次当选为国民议会议员。 艾哈迈德·沙阿在2008年巴基斯坦选举后进入联邦内阁，并在2008年3月-2011年5月擔任劳工、人力和海外巴基斯坦人管理部部长。  2009年，劳工、人力和海外巴基斯坦人管理部被分成两个部，他继续担任劳工和人力部长。 从2010年12月6日到2013年，他擔任巴基斯坦宗教事务部部长， 在吉拉尼內閣工作。
艾哈迈德·沙阿在2008年至2013年期间担任国民议会人民党议员领袖。
在2013年巴基斯坦大选之前，他和其他政党的领导人一起负责挑选巴基斯坦看守总理的名字。 2013年，艾哈迈德·沙阿第六次从苏库尔第二选区再次当选为国民议会议员。 在优素福·拉扎·吉拉尼被取消总理资格后，他是巴基斯坦总理的潜在候选人。
2013年6月，艾哈迈德·沙阿被人民党任命为国民议会反对党领袖。 他也是国民议会公共账目委员会的主席。 据称，艾哈迈德·沙阿与巴基斯坦其他政党的领导人关系良好。
在2018年巴基斯坦大选中，他从NA-206选区再次当选为人民党候选人。 艾哈迈德·沙阿成功当选后，人民党提名他担任巴基斯坦国民议会议长一职。 他获得146张选票，在选举中输给了获得176张选票的阿萨德·凯瑟。